# Ein Himmelhund von einem Schnüffler
Ein Himmelhund von einem Schnüffler (Originaltitel: Oh! Heavenly Dog) ist eine US-amerikanische Kriminalkomödie aus dem Jahr 1980. Regie führte Joe Camp, der auch den Film produzierte; das Drehbuch schrieb Rod Browning.

## Handlung
Der Londoner Privatermittler Benjamin Browning findet die Leiche der Frau, die er eigentlich im Auftrag des mysteriösen Mr. Bart beschützen sollte. Kurze Zeit später wird er selbst ermordet. Doch kaum im Himmel angekommen, gibt es für ihn eine Überraschung. Benjamin wird als Hund Benji zurück auf die Erde geschickt, um die beiden Morde aufzuklären.
Benji heftet sich an die Fersen der Journalistin Jackie, die ebenfalls die Todesfälle untersucht.

## Kritiken
Roger Ebert schrieb in der Chicago Sun-Times vom 11. Juli 1980, der Film sei eine „komplette Fehlkalkulation vom Anfang bis zum Ende“ („total miscalculation from beginning to end“). Die Regie beinahe jeder Szene weise ein „abtötend kriechendes“ Tempo auf, die Dialoge würde man „entmutigt monoton“ aufsagen. Die Lösung des Geheimnisses sei „betäubend uninteressant“.
Die Zeitschrift Cinema schrieb, die „Hundekomödie“ sei „albern“. Einzig der Filmhund Benji erfreue das Herz der Zuschauer.

## Hintergründe
Der Film wurde in London, in Paris und in Montreal gedreht. Er spielte in den Kinos der USA ca. 6,2 Millionen US-Dollar ein. Die Titelmelodie stammt von Elton John: Return to Paradise.